# Chaude était la nuit
 (juillet 2017).
Si vous disposez d'ouvrages ou d'articles de référence ou si vous connaissez des sites web de qualité traitant du thème abordé ici, merci de compléter l'article en donnant les références utiles à sa vérifiabilité et en les liant à la section « Notes et références ».
Albums de Abbittibbi
Boom Town Café
(1981) Desjardins Abbittibbi Live
(1996)
Albums par Richard Desjardins
Richard Desjardins au Club Soda
(1993) Desjardins Abbittibbi Live
(1996)
Chaude était la nuit est le second album du groupe musical québécois Abbittibbi surtout connu pour avoir eu dans ses rangs Richard Desjardins, auteur-compositeur-interprète canadien.
L'album, sorti en 1994, est nommé, l'année suivante, pour le Prix Félix, récompense remise aux artistes québécois lors du gala de l'ADISQ, dans la catégorie « Album de l'année – Rock ».

## Liste des titres
| 1.    | Chaude était la nuit             | Richard Desjardins          | 5:19 |
| 2.    | Ciego                            | Desjardins, Claude Vendette | 3:19 |
| 3.    | La Musulmane                     | Desjardins, Vendette        | 4:12 |
| 4.    | 335 Nord (instrumental)          | Desjardins                  | 0:52 |
| 5.    | Tu m'dis toujours                | Desjardins, Michel X Côté   | 3:42 |
| 6.    | Y'a rien qu'icitte qu'on est ben | Desjardins                  | 1:51 |
| 7.    | Rouler collés                    | Desjardins, Michel X Côté   | 2:46 |
| 8.    | Kid Brodeur                      | Desjardins, Michel X Côté   | 6:49 |
| 9.    | Caroline                         | Desjardins                  | 3:26 |
| 10.   | Houdini (instrumental)           | Desjardins                  | 1:26 |
| 11.   | Bonsoir (instrumental)           | Desjardins                  | 2:24 |
| 12.   | Les Grands Remous                | Desjardins                  | 6:02 |
| 13.   | Les Mammifères                   | Desjardins                  | 3:04 |
| 14.   | Les Nuits arabes                 | Desjardins, Gilles Côté     | 1:45 |
| 46:37 |                                  |                             |      |

## Crédits
| - Richard Desjardins : piano, guitare (accompagnement), chant - Rémy Perron : basse, chant - Pierre Hébert : batterie - Francis Grandmont : guitare, chant - Claude Vendette : flûtes, saxophone, chant | - Directeur de production : Claude Vendette, Francis Grandmont - Enregistrement, mixage : Claude Champagne - Effets sonores : Claude Beaugrand - Imprésario : Jacques Saintonge, Rachel Pineau - Design : Marie Rouleau, Yves Paquin - Photographie : Michel Dompierre |